# 1739 Meyermann
Meyermann (asteróide 1739) é um asteróide da cintura principal, a 1,981354 UA. Possui uma excentricidade de 0,1239154 e um período orbital de 1 242,25 dias (3,4 anos).
Meyermann tem uma velocidade orbital média de 19,80545094 km/s e uma inclinação de 3,40514º.
Esse asteróide foi descoberto em 15 de Agosto de 1939 por Karl Reinmuth.